# Paul Scheucher
Paul Scheucher (* 15. September 1999) ist ein österreichischer Leichtathlet, der im Mittel- und Langstreckenlauf an den Start geht.

## Sportliche Laufbahn
Erste Erfahrungen bei internationalen Meisterschaften sammelte Paul Scheucher beim Europäischen Olympischen Jugendfestival (EYOF) 2015 in Tiflis, bei dem er in 9:10,17 min den sechsten Platz im 3000-Meter-Lauf belegte. Bei den Crosslauf-Europameisterschaften 2017 in Šamorín kam er im U20-Rennen nicht ins Ziel.
2022 wurde Scheucher österreichischer Meister im 3000-Meter-Lauf.

## Persönliche Bestleistungen
- 1500 Meter: 3:51,70 min, 16. Juni 2018 in Tübingen
  - 1500 Meter (Halle): 4:02,09 min, 21. Feber 2016 in Linz
- 3000 Meter: 8:52,35 min, 17. Mai 2015 in Pliezhausen
  - 3000 Meter (Halle): 8:08,27 min, 26. Feber 2022 in Linz